# 吉田孝 (声優)
吉田 孝（よしだ たかし、1975年2月21日 - ）は、日本の男性声優。ヘリンボーン所属。群馬県伊勢崎市出身。

## 人物
フジテレビ系列で放送されていた報道番組『FNNスーパーニュース』のナレーターを1999年4月より月曜~金曜の帯で14年間務める。（初登場は1998年のフランスW杯特集）。番組ではデイリーニュースの他、特集（スーパーリポート、スーパー特報）を担当する事も多い。また『スポーツの力』では明るい声とテンションでコーナーを盛り上げた。2013年に木村太郎と共にスーパーニュースを卒業。2015年の同番組最終回では、番組OBとして安藤優子の報道人生を綴ったVTRのナレーションを担当し、番組のラストを飾った。声優としては映画『タイタニック』など主に洋画の吹き替えを中心に活動。
以前はぷろだくしょんバオバブに所属していたが、フリーを経て2016年よりヘリンボーンに移籍。2018 FIFAワールドカップ欧州予選の日本語版ナレーションを担当する傍ら、CMナレーターとして本格的に活動を始める。
かつてはバレーボール会場で『ワールドカップバレー』や『Vリーグ』の場内アナウンスを担当しており、オールスターゲーム「STAR&MAX」では大林素子とMCを務めたこともある（1999以降は大会スポットナレーションを担当）。また中学時代に競走馬に魅了され、実況アナウンサーを目指していた養成所時代には、競馬・競輪の名実況で知られるアナウンサー樋口忠正に弟子入りし、週末はRFラジオ日本の競馬場ブースで実況の実地訓練を行っていた。声優オーディションの合格を機に実況の道には進まなかったが、研修時代のトレーニングは競馬ゲーム『ダービースタリオン』全国大会の実況や、中山競馬場の花火大会『グランドスカイミュージカル』のMC、さらに神宮球場で行われたアニメ『ダイヤのA』のイベント『オールスターゲームII』の実況で生かされたという。ラジオCMではアナウンサー役で解説役の掛布雅之とも共演している。
一方、現在ライフワークとしているクラシックコンサートでの活動は、2009年、NHK交響楽団のトロンボーン奏者吉川武典との出逢いがきっかけ。吉川がリーダーを務める『トロンボーンクァルテット・ジパング』と映画音楽のナビゲーターでの共演を始め、大石みちこが脚本を手掛けた音楽劇『時空の旅人』(一人芝居)、永遠のマリアで度々共演。また新日本フィルハーモニー交響楽団とは、宮川彬良の大晦日・年越しコンサートでブラック・ジャックの声を演じるなど共演を重ね、室内楽『兵士の物語』(兵士・悪魔・語り手他)、ドラゴンクエストコンサートのMCで好評を博す。2018年には、東京都交響楽団の音楽鑑賞教室で案内役も務めた。現在、石田泰尚がコンサートマスターを務める神奈川フィルハーモニー管弦楽団と取り組んでいる映画音楽とナレーションのコラボレーションは、何れも好評で、上原理生、加耒徹と共演した『男の宿命ミュージカル！』ではナレーターとしての真骨頂を見せた。また、故郷のオーケストラである群馬交響楽団とも竹本泰蔵指揮・編曲による映画音楽シリーズのナビゲーターとして地元ファンを沸かせている。
自らも演奏活動を行う吹奏楽の世界では、これまで東京吹奏楽団、シエナ・ウインド・オーケストラ、東京隆生吹奏楽団などでMCを務め、スクールバンドでは三度の高校三冠など名実共に名門の仲間入りをした東海大学付属高輪台高等学校吹奏楽部の専属司会を2014年より務めている。
自身のアマチュア演奏活動にも精力的で、学生時代から続けているトロンボーンで吹奏楽コンクールに毎年出場する他、吹奏楽連盟主催のソロコンテストで金賞6回、JETA(日本ユーフォニアムチューバ協会)主催のソロコンテストでは、30歳を機に始めたユーフォニアムで2度のグランプリに輝いている。
趣味は管弦楽鑑賞、金管楽器演奏・収集、競馬&オートレース観戦(イベントMC経験も)、スポーツ観戦。特技は競馬実況、トロンボーン&ユーフォニアム、なわとび。音楽とスポーツのコラボレーションを目指している。
資格は普通自動車免許、全商簿記検定1級、全商情報処理検定3級、実用英語技能検定3級。
方言は群馬弁。

## 出演

### テレビアニメ
1996年
- ハーメルンのバイオリン弾き（運送兵、客達、結界兵、声3、兵3、兵C、兵士）

1997年
- VIRUS -VIRUS BUSTER SERGE-（ポリスB、クルーA、男C、男性オペレーター）
- エルフを狩るモノたちII（王様裸男、村人）
- 深海伝説MEREMANOID（モスレム兵）
- HARELUYA II BØY（カズ、不良壱、キラー参、マッドサタン壱 他）

1998年
- 銀河漂流バイファム13（副官バリル、兵士A、オペレーターA）
- サイレントメビウス（ホセ）
- SHADOW SKILL -影技-（テル）
- トライガン（悪党の手下B）
- Bビーダマン爆外伝（ダークブラッコ）
- ルパン三世 炎の記憶〜TOKYO CRISIS〜
- YAT安心!宇宙旅行（ボイド）

1999年
- 小さな巨人 ミクロマン（ホバージャック、イッスーン、久慈祐太〈青年〉、トラックの運転手、管理員、TVアナウンサー）

2002年
- 王ドロボウJING

2004年
- サムライチャンプルー（船頭、側近）

2007年
- スカルマン（TVナレーション）

2008年
- 仮面のメイドガイ（アナウンサー）
- ゴルゴ13（ラジオの声）

2010年
- けいおん!!（司会者）

2014年
- ダイヤのA（2014年 - 2015年、アナウンサー、実況）- 2シリーズ

2015年
- おそ松さん（2015年 - 2016年、競馬実況、鑑識、男、センバツ実況）

2018年
- メガロボクス（2018年 - 2021年、司会者、リングアナ） - 2シリーズ

2019年 
- RobiHachi（実況）

2021年
- ブラッククローバー（ロイス）

2024年
- 変人のサラダボウル（実況アナウンサー）

### 劇場アニメ
- スプリガン（1998年、アナウンス[5]）
- 逮捕しちゃうぞ the MOVIE（1999年、警官）
- サクラ大戦 活動写真（2001年、兵士）
- エクスドライバー Nina & Rei Danger Zone（2002年）
- エクスドライバー the Movie（2002年）
- パルムの樹（2002年、農場主）

### OVA
- 青の6号（1998年、なるしおソナー手、対潜哨戒機ソナー手A）
- 火宵の月〜秋狂言〜（1998年、御家人）
- 銀河英雄伝説外伝 汚名（1998年、警官）
- 銀河英雄伝説外伝 千億の星、千億の光（1998年、ツィンマーマン少佐）
- サクラ大戦 轟華絢爛（1999年、客）
- キノの旅 〜とっておきの話〜（2003年、男2）

### Webアニメ
- DEVILMAN crybaby（2018年、アナウンサー）

### ゲーム
- ウルティマ アンダーワールド（1997年、コーウィン）
- ビーバス&バットヘッド ヴァーチャル・アホ症候群（1998年）
- どこでもいっしょ（1999年、競馬実況アナウンサー）
- すべてがFになる THE PERFECT INSIDER（2002年、山根幸弘）
- シャドウ・ザ・ヘッジホッグ（2005年、GUNの兵士）
- ルパン三世 ルパンには死を、銭形には恋を（2007年）
- 戦国BASARA3（2010年、宇都宮広綱）

### 吹き替え

#### 映画
- 悪魔を憐れむ歌 ※ソフト版
- アポロ13（通信の声）
- エディ&マーティンの逃走人生（ラジオ）
- L.A.コンフィデンシャル（レイ・コリンズ）※フジテレビ版（BD収録）
- オールド・ルーキー
- カラー・オブ・ハート
- キラーコンドーム（ビリー）
- グリーン・ホーネット（男性キャスター）
- グロリア
- スタンド・バイ・ミー（ビンス・デジャルダン〈ジェイソン・オリヴァー〉）※VHS・DVD版
- SPY N（ジャック〈ワン・リーホン〉）
- スペース・バディーズ 小さな5匹の冒険
- ゾディアック
- ゾルタン★星人（チェスター〈ショーン・ウィリアム・スコット〉）
- ダーク・ブルー
- タイガーランド
- タイタニック（トーマス・“トミー”・ライアン〈ジェイソン・ベリー〉）※ソフト版
- タイタンズを忘れない（ジュリアス・キャンベル）
- 007 トゥモロー・ネバー・ダイ（空港アナウンス）※フジテレビ版
- 追跡者（ヴィンセント・リン）※テレビ朝日版
- ディープ・インパクト
- ディープ・ブルー（ボートの男〈イール・ポデル〉）※ソフト版
- 天使にラブ・ソングを2（生徒）
- ニューヨークの恋人 ※日本テレビ版
- パーフェクト・カップル（ヘンリー）
- バレンタイン
- バンテージ・ポイント
- パンドラ・プロジェクト（スピーディ）
- ペイチェック 消された記憶
- ファンタスティック・フォー ［超能力ユニット］（DJ）
- ペイバック ※ソフト版
- Mr.マグー
- メジャーリーグ3（ランス）
- ラスト・アクション・ヒーロー（ルーキー〈ノア・エメリッヒ〉）※テレビ朝日版（デラックスエディションBlu-ray収録）
- ラスト、コーション（クァン・ユイミン〈ワン・リーホン〉）
- ラッシュアワー（警官）
- ロッキー・ザ・ファイナル（実況アナウンサー）
- ロミオ+ジュリエット

#### ドラマ
- 宇宙船レッド・ドワーフ号（アカーマン看守長〈グレアム・マクタヴィッシュ〉）
- ビバリーヒルズ青春白書（ベン）
- ベイウォッチ シーズン6（コーディ）

#### アニメ
- アイアン・ジャイアント
- ジャスティス・リーグ（ルミナス）
- スーパーマン（エドワード・ライトナー / ルミナス）
- 忍者ハットリくん 2012年版（ロバート）
- モンキーマジック（案内係）

### ナレーション
- FNNスーパーニュース（フジテレビ）
- ディープ・プラネット（テレビ朝日）
- フジテレビ番宣番組（フジテレビ）
- FNN踊る大選挙戦2010!（フジテレビ）
- 9極のモテ知識ハツミミ!（日本テレビ）
- ゲーム王国（テレビ東京）
- 日本語三壇蜜活用（東海テレビ）
- GAME JOCKEY2（BSジャパン）
- G-ステーション（MXテレビ）
- 2018FIFAW杯欧州予選（スカパー！）
- BSフジ番組宣伝（BSフジ）
- ビートップス（読売テレビ）

### CM
- KIRIN『本麒麟』江口洋介
- ライオン『NONIO』ローラ
- ロート製薬『Vロート』コンタクトプレミアム
- 創味食品『ハコネーゼ』上位独占編明石家さんま
- プリマハム『Wで金賞』土屋太鳳
- Amazonプライムダンスモルト
- Nintendo Switchダービースタリオン
- SIXPAD『ホームジム』
- グローバル社ミランダ・カー
- 千寿製薬『マイティアCL』ビタクリアクール広瀬すず
- モスバーガーとり竜田バーガー
- グリコ『カレーZEPPIN』渡辺裕之、原日出子
- インテル『DELLシリーズ』
- アデランス（博士の声）
- ニベアメン『フェイスウォッシュ』
- DHC『発酵黒セサミンプレミアム』
- 多摩電子工業『タマズ』出川哲朗
- ゲオマート『ゲオマートにアクセス』最上もが
- PING GOLF
- マクドナルド『ハッピーセット』
- 名水美人『名水美人』
- 時差bizz 2017
- 日本ハム 1996
- 日本郵便『ゆうパック』1999
- リクルート2008
- ニンテンドーDS『ゲゲゲの鬼太郎』

### WebCM
- カネボウ化粧品
- 太田胃散青のシリーズ
- デルモンテリコピンリッチ
- 大塚製薬『ソイジョイ』クリスピーピーチ
- Nintendoみんなのゴルフ